# Lepidocephalichthys jonklaasi
Lepidocephalichthys jonklaasi là một loài cá vây tia thuộc họ Cobitidae. Loài này chỉ có ở Sri Lanka.